# Turpinia
Turpini es un género con 66 especies de plantas fanerógamas perteneciente a la familia Staphyleaceae. Actualmente este género se incluye dentro de Staphylea.

## Especies seleccionadas
- Turpinia affinis
- Turpinia arguta
- Turpinia aromatica
- Turpinia stipulacea